# マクロスモデラーズ
マクロスモデラーズとは、アニメ『超時空要塞マクロス』をはじめとする「マクロスシリーズ」各作品のプラモデルを製造・発売する模型メーカーの共同プロジェクトであり、株式会社ビックウエストの登録商標（第5830265号）である。

## 経緯
1983年の『超時空要塞マクロス』放映時には、今井科学と有井製作所が共同でプラモデルを発売していた。2015年の『マクロスΔ』制作発表に合わせ、作品内のキャラクターやメカの模型が複数の模型メーカーから発売されることになり、その統一ブランドとして「マクロスモデラーズ」のロゴが発表された。同年9月26日には全日本模型ホビーショーのステージで、総監督の河森正治を迎えて「マクロスモデラーズ」座談会が開催された。
2016年6月12日放送の『マクロスΔ』第11話では、「マクロスモデラーズ」のブランドがスポンサーに上がり、CMが放送された。

## 参入企業
青島文化教材社
ガールズプラモデル『ヴァリアブルファイターガールズ』を展開。
ウェーブ
過去に『マクロス7』のバルキリーのハイブリッドモデル（ソフトビニール主体で、一部にプラ部品使用）を発売。
トミーテック
ハセガワの監修による塗装・着色済みプラモデル「技MIX」シリーズを発売。
ハセガワ
過去に航空機模型のノウハウを詰め込んだ1/72スケールのVF-1ファイター・バルキリーを発売して大成功を収め、その後もシリーズを継続中。
BANDAI SPIRITS
過去に旧イマイ、アリイのプラモデルや、『マクロス7』『マクロスF』のプラモデルを発売。2018年4月1日にバンダイから移管された。
マックスファクトリー
PLAMAXのブランドで展開。
フジミ模型
2024年4月11日に参加が発表された。

## イベント
マクロスモデラーズ 10周年記念 総員合唱共闘ライブ!!!!!!!!
マクロスモデラーズ10周年を記念し、2025年10月4日に東京都のNEW PIER HALLで開催。情報番組『マクロスモデラーズ』のレギュラー出演者である西田望見（『マクロスΔ』マキナ・中島役）、畠中雄一（ビックウエスト）、マクロスモデラーズ参画各社の担当者に加え、ゲストとして安野希世乃（『マクロスΔ』カナメ・バッカニア役）が出演予定。